# 4231-es mellékút (Magyarország)
A 4231-es számú mellékút egy közel 12 kilométer hosszú, négy számjegyű országos közút Békés vármegye területén; Dévaványát köti össze Gyomaendrőddel.

## Nyomvonala
Dévaványa központjának nyugati részén ágazik ki a 4205-ös útból, annak a 29. kilométere után néhány lépéssel. Nyugat felé indul, Mezőtúri utca néven, majd alig 250 méter után délnyugatnak fordul, és a Gyomai út nevet veszi fel. 500 méter után keresztezi a Körösnagyharsány–Vésztő–Gyoma-vasútvonalat, majd kevéssel azután kilép a lakott területről.
Az első kilométerét elhagyva a vasút vonala az út mellé simul északi irányból, onnan egymás mellett húzódnak, együtt szelik át a település határát is, az út 7,300-as kilométerszelvénye táján (előtte még kiágazik az útból, az 5,650-es kilométerszelvényénél egy számozatlan, alsóbbrendű út Dévaványa különálló, Kősziget nevű településrésze felé).
A településhatár átlépését követően az út és a vasút is gyomaendrődi külterületek közt folytatódik, egy darabig még egymás mellett haladva, majd a 9. kilométer közelében a vasútvonal újra eltávolodik északi irányban. Az út kisebb irányváltásokat leszámítva továbbra is délnyugat felé húzódik, így is ér véget, külterületek között, beletorkollva a 4232-es útba, annak 18,250-es kilométerszelvényénél.
Teljes hossza, az országos közutak térképes nyilvántartását szolgáló kira.gov.hu adatbázisa szerint 11,899 kilométer.
Egy aránylag hosszabb szakaszon az úttal párhuzamosan folyik, annak déli, növekvő kilométer-számozás szerint haladva a bal oldalán a Lórés-Sirató-csatorna.

## Története
2010 októberében útfelújítást végeztek rajta.